# Porta lògica

Porta lògica I (AND) utilitzant un relé.

Una porta lògica és un component electrònic que es pot utilitzar per conduir l'electricitat basada en una regla. La sortida de la porta és el resultat d'aplicar aquesta regla a una o diverses «fonts». Aquestes fonts poden ser dos cables o la sortida d'altres portes lògiques. Portes lògiques són components digitals. Normalment treballen en només dos nivells de tensió, un nivell positiu i un nivell zero. Comunament treballen basades en dos estats: activat (On o connectat, valor binari 1) i desactivat (Off o desconnectat, valor binari 0). A l'estat activat, hi ha tensió. En l'estat desactivat, la tensió està en zero. L'estat activat normalment utilitza un voltatge en el rang de 3,5 a 5 volts. Aquest rang pot ser menor per alguns usos. Portes lògiques comparen l'estat de les seves entrades (d'origen) per decidir quin ha de ser l'estat en la seva sortida. Una porta lògica s'activa quan les seves normes són correctament satisfetes. En aquest moment, l'electricitat flueix a través de la porta i la tensió en la seva sortida és a nivell del seu estat d'activat. Les portes lògiques són versions electròniques de la lògica booleana i es troben més comunament en circuits integrats digitals. Les portes lògiques s'implementen principalment utilitzant díodes o transistors, però també es poden construir utilitzant relés electromagnètics, fluídica, òptica, molècules, o elements fins i tot mecànics.
En la lògica electrònica, un nivell lògic és representat per un voltatge o corrent (que depèn del tipus de lògica electrònica en ús). Cada porta lògica exigeix potència de manera que pot generar i drenar corrents per aconseguir el voltatge de sortida correcte. En diagrames de circuits integrats lògics, la potència no es mostra, però en un esquemàtic de circuits electrònics complet, les connexions elèctriques s'exigeixen.

## Porta buffer
La porta buffer, realitza la funció booleana d'igualtat. Se sol utilitzar com un amplificador de corrent o com un seguidor de tensió, per adaptar impedàncies.
L'equació característica que descriu el seu comportament és:
{\displaystyle F=A\,}
Taula de la veritat:
| A | Sortida |
| - | ------- |
| 0 | 0       |
| 1 | 1       |

## Porta lògica AND

Una idea general i símbol d'una porta lògica AND.

Amb una porta AND, ambdues entrades han d'estar en un estat activat (On) perquè la sortida estigui activada. Utilitzant la imatge de la dreta, si A i B estan en un estat On, la sortida (out) serà un estat On. Si A o B es troben en un estat Off, la sortida també estarà en un estat Off. A i B han d'estar activades perquè la sortida sigui activada.
Taula de la veritat:
| A | B | Sortida |
| - | - | ------- |
| 0 | 0 | 0       |
| 1 | 0 | 0       |
| 0 | 1 | 0       |
| 1 | 1 | 1       |

## Porta lògica OR

Una idea general i símbol d'una porta lògica OR.

Amb una porta OR, si qualsevol de les entrades és On, la sortida serà activada. Utilitzant la imatge de la dreta, si A o B estan activades, la sortida (out) també estarà activada. Si tant A com B són Off, la sortida serà Off.
Taula de la veritat:
| A | B | Sortida |
| - | - | ------- |
| 0 | 0 | 0       |
| 1 | 0 | 1       |
| 0 | 1 | 1       |
| 1 | 1 | 1       |

## Porta lògica XOR

Una idea general i símbol d'una porta lògica XOR.

Una porta XOR o Exclusive OR en anglès, és una porta on si i només si una entrada és On, la sortida serà activada. Utilitzant la imatge de la dreta, si només A o B estan activades, la sortida (out) també estarà activada. Si tant A com B són Off, la sortida serà Off i si A i B estan activades, la sortida serà Off.
Taula de la veritat:
| A | B | Sortida |
| - | - | ------- |
| 0 | 0 | 0       |
| 1 | 0 | 1       |
| 0 | 1 | 1       |
| 1 | 1 | 0       |

## Porta lògica NOT

Una idea general i símbol d'una porta lògica NOT.

La porta lògica NOT es limita a canviar el senyal d'On a Off o d'Off a On.
Taula de la veritat:
| A | Sortida |
| - | ------- |
| 0 | 1       |
| 1 | 0       |